# 坂上鷹主
坂上 鷹主（さかのうえ の たかぬし）は、平安時代初期の貴族。姓は大宿禰。左京大夫・坂上苅田麻呂の子。官位は従四位下・但馬守。勲等は勲七等。

## 経歴
嵯峨朝末の弘仁13年（822年）従五位下に叙爵する。淳和朝の天長4年（827年）従五位上に昇叙される。
仁明朝の承和5年（838年）正五位下に叙せられるが、翌承和6年（839年）但馬守として地方官に転じる。承和9年（842年）従四位下に至る。承和11年（844年）12月24日卒去。最終官位は散位従四位下。

## 官歴
『六国史』による。
- 時期不詳：正六位上
- 弘仁13年（822年） 10月1日：従五位下
- 天長4年（827年） 正月21日：従五位上
- 承和5年（838年） 正月7日：正五位下
- 承和6年（839年） 正月11日：但馬守
- 承和9年（842年） 7月25日：従四位下
- 承和11年（844年） 12月24日：卒去（散位従四位下)

## 系譜
- 父：坂上苅田麻呂[1]
- 母：不詳
- 妻：不詳
  - 男子：坂上貞守（805-876）[2]